# Inocenta Corvea
Inocenta Corvea Aguirre (Guanabo, 28 dicembre 1953) è un'ex cestista cubana.

## Carriera
Con Cuba ha disputato i Giochi olimpici di Mosca 1980.